# Cantón de Lisle-sur-Tarn
El cantón de Lisle-sur-Tarn era una división administrativa francesa, que estaba situada en el departamento de Tarn y la región de Mediodía-Pirineos.

## Composición
El cantón estaba formado por tres comunas:
- Lisle-sur-Tarn
- Parisot
- Peyrole

## Supresión del cantón de Lisle-sur-Tarn
En aplicación del Decreto n.º 2014-170 de 17 de febrero de 2014, el cantón de Lisle-sur-Tarn fue suprimido el 22 de marzo de 2015 y sus 3 comunas pasaron a formar parte; dos del nuevo cantón de Las Dos Riberas y una del nuevo cantón de Viñedos y Bastidas.